# Вилароку
Вилароку (порт. Vilarouco)  —  населённый пункт и район в Португалии,  входит в округ Визеу. Является составной частью муниципалитета  Сан-Жуан-да-Пешкейра. По старому административному делению входил в провинцию Траз-уж-Монтиш и Алту-Дору. Входит в экономико-статистический  субрегион Доуру, который входит в Северный регион. Население составляет 427 человек на 2001 год. Занимает площадь 26,85 км².